# Bando (Santiago de Compostela)
Bando (llamada oficialmente Santa Eulalia de Bando) es una parroquia española del municipio de Santiago de Compostela, en la provincia de La Coruña, Galicia.

## Entidades de población
Entidades de población que forman parte de la parroquia:
- Bando de Abaixo
- Bando de Arriba
- Castro[4] (O Castro). En el INE aparece O Castro de Bando.
- Lagoa
- Pousada.[5] En el INE aparece Pousada de Bando.
- San Marcos
- Zaramacedo

## Demografía
| Gráfica de evolución demográfica de Bando entre 2000 y 2019 |
|                                                             |
| Datos según el nomenclátor publicado por el INE.            |